# 厚德岡坑
厚德岡坑，是新北市坪林區的一個地名，位於該區中部偏東北，範圍大致為水德里東半部。

## 歷史
台灣清治末期，厚德崗坑地區為一街庄，稱為「厚德崗坑庄」，隸屬於文山堡。該庄北及東與大粗坑庄為鄰，南邊為九芎林庄，西邊為水聳淒坑庄。
1901年（日治明治三十四年）11月，該庄隸屬於深坑廳，編入第十一區。1903年（明治三十六年）4月，第十一區的全部街庄及第十二區的九芎林庄部分合併為「坪林區」。1920年（大正九年），該庄改制為「厚德岡坑」大字，隸屬於臺北州文山郡坪林庄，大字下有「厚德岡坑」、「大湖尾坑」、「藤寮坑」、「東坑」小字名。
戰後坪林庄改制為坪林鄉，隸屬於臺北縣，大字亦改制為村。2010年（民國99年）12月，臺北縣升格為新北市，坪林鄉改制為坪林區，村改制為里。

## 交通
國道5號又稱「北宜高速公路」，大致以西北—東南走向經過厚德岡坑地區西南端邊界地帶，屬雪山隧道範圍內，未設交流道。
水德產業道路是本地區主要聯外道路，可通往市道106乙線。水德路、東坑路是本地區內的主要連絡道路。